# Anginon rugosum
Anginon rugosum là một loài thực vật có hoa trong họ Hoa tán. Loài này được (Thunb.) Raf. mô tả khoa học đầu tiên năm 1840.